# Carrier IQ
Carrier IQ — компания-разработчик ПО, основанная в 2005 году в г. Маунтин-Вью. ПО компании обеспечивает аудит мобильных устройств (таких как смартфоны) через установку шпионских клиентов, причём типичной является невозможность удаления установленных клиентов без рутования, jailbreak и т. п. операций над мобильным устройством. Компания утверждает что её шпионские клиенты установлены более чем на 150 млн мобильных устройств по всему миру.

## Продукты
IQ Agent — клиентское ПО обычно предустанавливаемое на мобильные устройства производителями или операторами связи и предназначенное для сбора, хранения и передачи диагностических сведений в их адрес. Передаваемые данные могут включать диагностику самого устройства (версия прошивки, уровень заряда батареи, производительность приложений, производительность в Internet), информацию об эффективности передачи голоса и данных между устройством и вышкой оператора. Какие именно данные будут собираться индивидуально определяется производителями мобильных устройств и операторами связи, путём установки критериев сбора так же известных как «профиль абонента» (profile). IQ Agent выполняется в фоновом режиме, незаметно для пользователя устройства и независимо от того включено устройство или нет.
IQ Agent регулярно передаёт данные в мобильную платформу разведки Carrier IQ MSIP, которая затем передаёт эти данные в сеть оператора связи с целью мониторинга и диагностики производительности последним. Всякий раз когда IQ Agent производит передачу очередной порции информации, он скачивает профиль абонента для изменения критериев собираемых данных в случае обновления профиля.
Первая реализация IQ Agent пришлась на 2006 г. и использовала встроенные функции телефонов. С тех пор версии шпионского клиента были написаны для множества встраиваемых операционных систем (Android, BlackBerry, iOS) и предустановлены на множество смартфонов, планшетных компьютеров и беспроводных модемов.
MSIP (Mobile Service Intelligence Platform) — дословно, мобильная платформа разведки. Серверное ПО от Carrier IQ получающее данные аудита непосредственно с мобильных устройств с предустановленным шпионским клиентом Agent IQ. ПО собирает данные со многих устройств и выводит на их основании ключевые показатели эффективности, которые затем передаются операторам связи и могут быть ими использованы для оценки качества предоставляемых ими услуг, определения местонахождения мобильных устройств и имеющихся у них проблем связи.
Аналитические домены — компоненты платформы MSIP позволяющие вычислять ключевые показатели эффективности. Первая реализация аналитических доменов от Carrier IQ эксплуатировала технологию CDMA, более поздние версии включили в себя поддержку UMTS (3G в сетях GSM), LTE (4G LTE) и отдельные реализации для специфических мобильных устройств собирающие информацию о их стабильности работы, заряде батареи и производительности приложений.
IQ Insight — коллекция приложений с графическим интерфейсом пользователя для сбора, анализа и представления в виде графиков получаемых от MSIP ключевых показателей эффективности. Имеется возможность представления данных в геопространственной и табличной формах (например, по данным о пропущенных звонках или находящимся вне зоны доступа) и сводного анализа показателей из нескольких аналитических доменов.
IQ Care — рабочий стол оператора связи представляющий информацию от множества шпионских клиентов IQ Agent. Когда пользователь сети звонит своему оператору связи с требованием поддержки или устранения неполадок в работе сети, оператор связи может просмотреть на данном рабочем столе характеристики устройства (например, серийный номер мобильного устройства и версию прошивки), историю эксплуатации (например, количество установленных приложений, время автономной работы) и другую информацию (данные о сбоях устройства и приложений, аналитику радиосвязи и т. п.).

## Исследования шпионского ПО и реакция СМИ
12 ноября 2011 г хакер Тревор Экхарт (Trevor Eckhart) заявил в своём блоге androidsecuritytest.com, что клиент Carrier IQ регистрирует (без уведомления пользователя и возможности отказаться от регистрации), такую информацию как его перемещения и подробную статистику о всех нажатых клавишах. Таким образом данный клиент является шпионским и потенциально нарушает Федеральное законодательство США. 16 ноября 2011 Carrier IQ направили Экхарту уведомление о нарушении авторских прав через размещение в его блоге данных тренинга принадлежащих Carrier IQ сопряжённых с «ложными обвинениями». Экхарт обратился за помощью (и получил её) к адвокатам Electronic Frontier Foundation (EFF).
23 ноября 2011 г компания Carrier IQ отступила и принесла свои извинения. Но в этом своём заявлении компания Carrier IQ опровергли фиксацию нажатий клавиш мобильного устройства и предложила совместную работу с EFF.
28 ноября 2011 г, Экхарт опубликовал на You Tube видеоролик с демонстрацией фиксации ПО Carrier IQ нажатий клавиш в формате обычного текста. В демонстрацию был включён показ захвата паролей к безопасным сайтам и активность ПО, продолжающаяся в то время, когда сотовая сеть была отключена. Таким образом была подтверждена обработка нажатий клавиш, данных о браузере и содержания текстовых сообщений, но не было показано признаков того, что собранная информация была передана. Carrier IQ сообщил в ответ, что «показатели, собираемые их ПО, как и ПО, разрабатываемое ими, не предназначены для предоставления подобной информации и никаких намерений относительно разработки подобного ПО компания не имеет». В описании ПО Experience Manager на официальном сайте Carrier IQ чётко сказано, что потребители могут выполнять «захват любых данных, включая снимки экрана, данные о посещении сайтов, последовательностей нажатий кнопок и сервисные данные о неполадках в работе сети».
Если сведения, предоставленные Экхартом, верны, то процесс отправки данных конфликтует с собственной политикой конфиденциальности Carrier IQ, которая гласит: «после разворачивания продуктов Carrier IQ сбор данных осуществляется только в случаях, когда конечному пользователю требуется получение информации или участие в решении эксплуатационных вопросов».

## Обнаружение и удаление шпионских клиентов
Существует большое число приложений способных определять наличие шпионского клиента Carrier IQ на мобильном устройстве. Для такого определения, как правило, не требуется рутование, jailbreak и т. п. операции. Однако, для удаления шпионского клиента эти операции являются необходимыми. Что в свою очередь в некоторых случаях рассматривается производителями и операторами связи как нарушение условий эксплуатации и приводит к аннулированию гарантий.

## Судебные иски против Carrier IQ
Подавшие иски против компании Carrier IQ, включают в себя:
- Штат Массачусетс (гражданский и уголовный иски);
- Министерство юстиции США (уголовный иск);
- Федеральная торговая комиссия (гражданский иск);
- Sprint Nextel (гражданский иск);
- T-Mobile (гражданский иск);
- JMLECS Umbrella Companies (гражданский и уголовный иски);[20]
- Хаген Берман из Калифорнии (статус иска неизвестен).[21]